# Česká společnost rukopisná
Česká společnost rukopisná (zkráceně ČSR) je občanské sdružení (podle právní úpravy platné od roku 2014 spolek), jehož posláním je podle stanov „vědecké bádání a popularizace poznatků o staročeských rukopisech, především však řešení sporných otázek kolem Rukopisů Královédvorského a Zelenohorského a památek s nimi spojovaných“. Česká společnost rukopisná založená v roce 1993 navazuje na činnost Československé společnosti rukopisné, která existovala od roku 1932 až do dobrovolného rozchodu roku 1952.

## Historie
Myšlenku založení společnosti zaměřené na obranu Rukopisů královédvorského a zelenohorského (RKZ) vyslovil v souvislosti s tzv. Kuhovou aférou už Pavel Josef Šafařík v roce 1859. Ke vzniku podobné společnosti ale nedošlo ani za velkých rukopisných bojů v letech 1886–1899, ani v souvislosti s „Prohlášením o vyřešení otázky rukopisné“ publikovaným 31. prosince 1911 v Národních listech. Na jaře roku 1918 měla být vytvořena tzv. rukopisná komise, která se měla obranou RKZ zabývat, její členové ale činnost dobrovolně pozastavili, aby nemohla být zneužita rakouskými úřady proti Tomáši Garrigue Masarykovi a jednáním o československé samostatnosti.
K významným obráncům Rukopisů v té době patřil např. dvojnásobný rektor University Karlovy, filosof a fysiolog, profesor František Mareš, nebo Viktorin Vojtěch, profesor fotografie a fotochemie na Universitě Karlově. V letech 1926–1927 byl založen Rukopisný fond vědecký, který se pak stal součástí Československé společnosti rukopisné, ustavené v Praze v roce 1932.
Cílem nově založeného občanského sdružení se stalo „šíření a popularizování vědeckého bádání o starodávných rukopisech kulturních vůbec, zvláště pak o rukopisech slovanských, zejména českých“. Prvním předsedou ČSR byl na ustavující valné hromadě zvolen JUDr. Václav Perek. Druhým předsedou se pak stal profesor Viktorin Vojtěch.
Kromě přednáškové činnosti a vybudování knihovny společnost vydávala periodikum „Zprávy Československé společnosti rukopisné“. V roce 1939 byla založena odbočka ČSR v Brně - hlavním iniciátorem byl moravský archeolog František Adámek, předsedou odbočky se stal profesor Karel Absolon.
Události po roce 1938 pochopitelně problematiku RKZ odsunuly stranou a činnost společnosti byla fakticky utlumena. K obnovení aktivity došlo v roce 1945 - byly obnoveny pravidelné schůzky a přednášková činnost, vydávání Zpráv se ale obnovit nepodařilo. A v roce 1948 opět nastal pro rukopisnou obranu nepříznivý čas; po přijetí Zákona o dobrovolných organisacích a shromážděních v roce 1951 už společnost nemohla existovat jako samostatná organizace, a mimořádná valná hromada se v květnu 1952 rozhodla pro dobrovolný zánik.
Bývalí členové společnosti i další zájemci o RKZ pak udržovali alespoň písemný, někteří i osobní styk, ale publikační možnosti byly v podstatě nulové. Až v roce 1991 vznikl nejprve Klub přátel Rukopisů, díky kterému se navázaly nové kontakty mezi zájemci o problematiku Rukopisů, a z iniciativy členů pak v březnu 1993 došlo k zorganizování obnovující valné hromady České společnosti rukopisné.

## Činnost
Současná činnost České společnosti rukopisné se zabývá především popularizací poznatků o Rukopisech a dalších sporných památkách, ale zaměřuje se i na vlastní badatelskou činnost. Pořádá pravidelné pracovní schůzky, vydává Zprávy České společnosti rukopisné, podílí se na organizování přednášek o související problematice. Na internetových stránkách ČSR je možné najít nejen samotné texty Rukopisů (snímky originálů i různé verze přepisů textů), ale i řadu článků a přehledů dokumentů k problematice Rukopisů a sporů kolem nich.
V roce 2017 vydala společnost ke 200. výročí nálezu Rukopisu královédvorského i Rukopisu zelenohorského sborník „RKZ dodnes nepoznané“, který pojednává o Rukopisech z chemického, jazykovědného a historického hlediska, a všímá si také jejich významu v českém umění. Aktuální informace z činnosti ČSR najdeme i na její stránce na Facebooku.